# 中国労災病院
独立行政法人労働者健康安全機構 中国労災病院（どくりつぎょうせいほうじんろうどうしゃけんこうふくしきこう ちゅうごくろうさいびょういん）は、広島県呉市にある医療機関。独立行政法人労働者健康安全機構が運営する病院である。病院の理念は「良質な医療と親切な接遇」。
呉二次保健医療圏における地域医療支援病院、災害拠点病院、地域周産期母子医療センター、地域リハビリテーション広域支援センターの承認・指定を受ける。

## 診療科・診療部門
- 内科
  - 呼吸器内科
  - 消化器内科
  - 循環器内科
  - 代謝内分泌科
  - 内視鏡科
- 精神科
- 神経内科
- 小児科
- 外科
- 整形外科
- 脳神経外科
- 心臓血管外科
- 皮膚科
- 泌尿器科
- 産婦人科
- 眼科
- 耳鼻咽喉科
- リハビリテーション科
- 放射線科
- 麻酔科
- 歯科口腔外科
- 病理科
- 検査科
- 救急部
- 看護部
- 薬剤部
- 栄養管理部
- 健康診断部（健康診断センター）

## 医療機関の指定等
- 保険医療機関
- 救急告示医療機関
- 労災保険指定医療機関
- 指定自立支援医療機関（更生医療・育成医療）
- 身体障害者福祉法指定医の配置されている医療機関
- 生活保護法指定医療機関
- 指定養育医療機関
- 原子爆弾被害者一般疾病医療取扱医療機関
- 地域医療支援病院
- 災害拠点病院
- 臨床研修指定病院
- 臨床修練指定病院
- DPC対象病院
- 地域周産期母子医療センター

## 先進医療
- 経皮的骨形成術 有痛性悪性骨腫瘍

## 周辺の施設
- 呉港
- 虹村工業団地
- 中国木材本社工場
- 王子製紙呉工場
- 広島国際大学呉キャンパス
- 広島県立呉商業高等学校

## 交通アクセス
電車
- JR呉線新広駅下車、連絡通路利用。

バス
- さんようバス・瀬戸内産交・呉市生活バス
  - 「中国労災病院」停留所下車。

※とびしまライナー（かつて運行されていた高速バス）は「広支所前」停留所下車、徒歩3分。